# آندرانیک میگرانیان
آندرانیک میگرانیان (ارمنی: Անդրանիկ Միհրանյան؛ زادهٔ ۱۰ فوریهٔ ۱۹۴۹) کارشناس سیاسی اهل ارمنستان است.